# مانوکواری
مانوکواری (به لاتین: Manokwari) یک منطقهٔ مسکونی در اندونزی است که در پاپوآی غربی واقع شده‌است. مانوکواری ۱۳۶٬۳۰۲ نفر جمعیت دارد و ۳۷ متر بالاتر از سطح دریا واقع شده‌است.